# Bois lamellé-collé
Pour les articles homonymes, voir BLC.

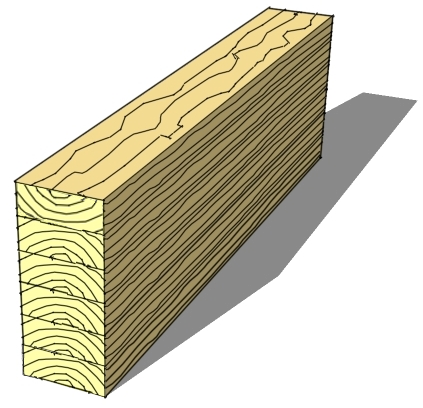
Structure d'un panneau lamellé-collé.

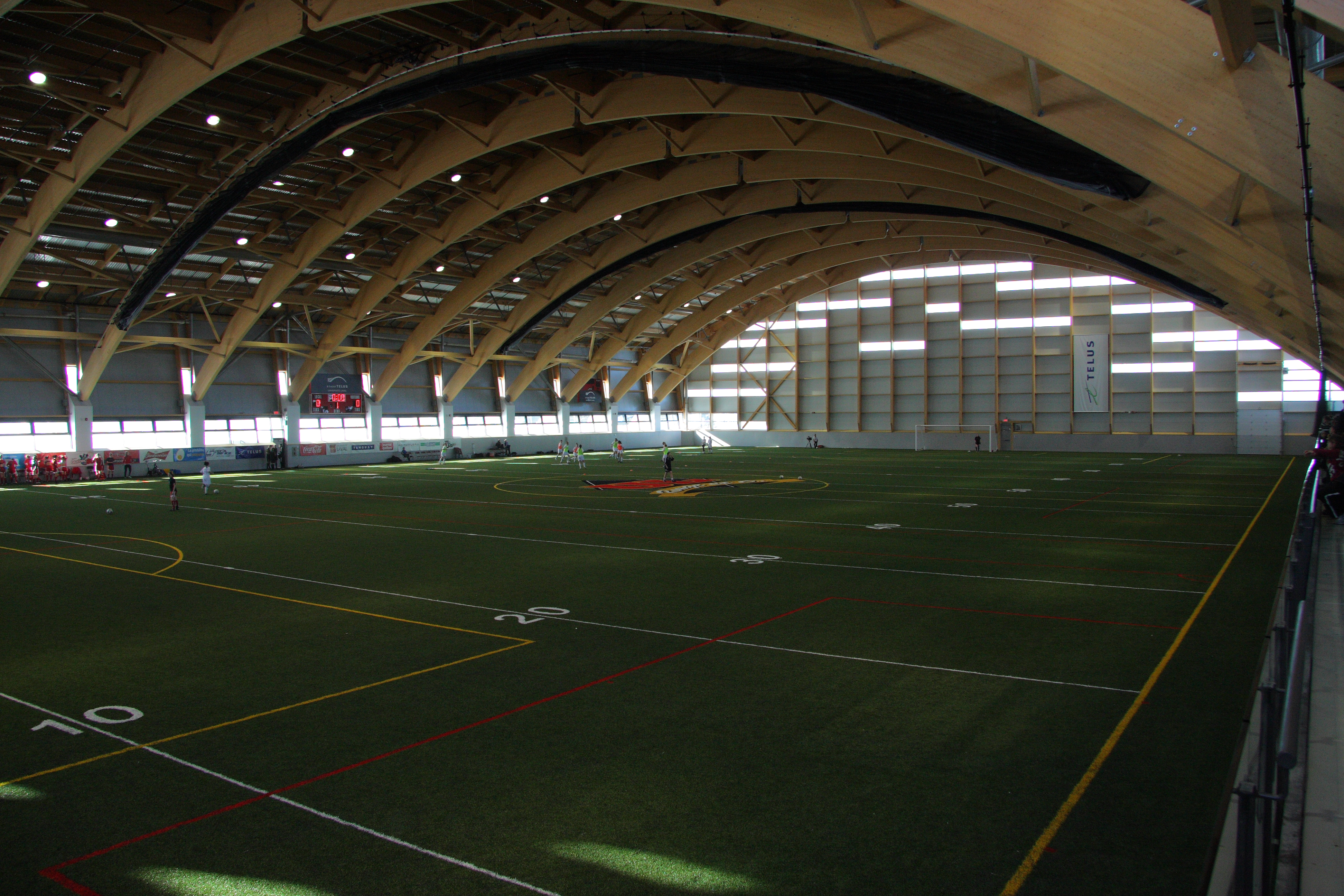
Stade intérieur TELUS-Université Laval. La toiture courbe à ossature de bois lamellé-collé est supportée par 13 arches à inertie variable.

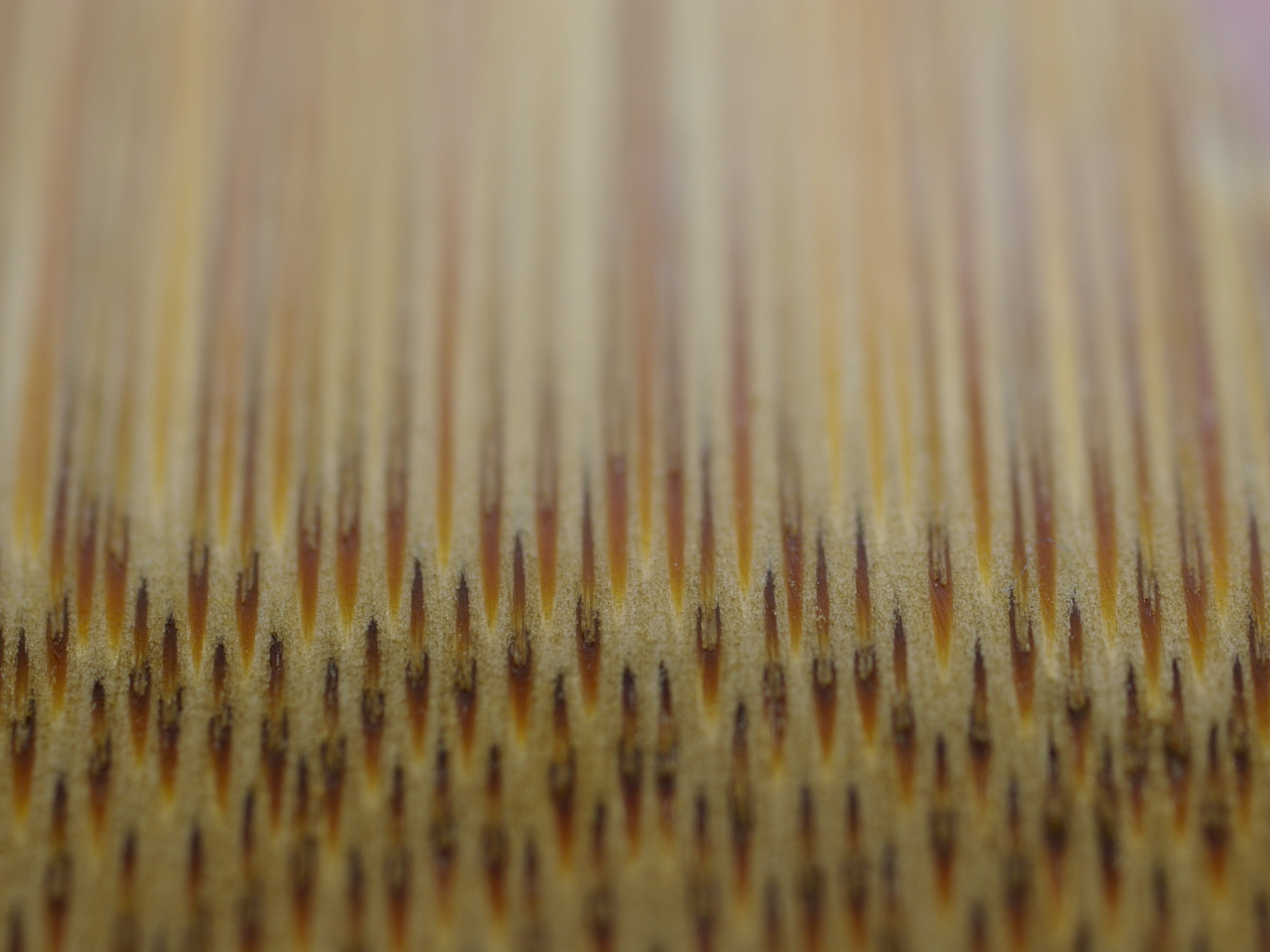
Fibre de bambou vue au microscope

Le bois lamellé-collé (BLC), aussi appelé plus simplement lamellé-collé ou bois lamellé, est un matériau qui s’obtient par collage de plusieurs lamelles en bois dont le fil est essentiellement parallèle,.
Son intérêt est d'une part la fabrication d'une pièce de grande dimension ou de formes particulières qui n'auraient pu être obtenues par utilisation du même matériau sans transformation, d'autre part l'amélioration de la résistance mécanique par rapport à une pièce de bois massif (grâce au triage et à la purge des défauts).

## Caractéristiques du matériau
En charpente, le lamellé-collé est constitué de lamelles de bois, souvent de l'épicéa, du Douglas ou du pin sylvestre d'une épaisseur de 33 à 45 mm et collées entre elles. La masse volumique du bois lamellé-collé est fonction des essences de bois utilisées pour le fabriquer : aux environs de 500 kg/m3 pour les résineux cités plus haut, supérieure à 700 kg/m3 pour le bois lamellé-collé de chêne. 
Les résistances mécaniques des classes les plus courantes de bois lamellé-collé vont de 20 à 40 MPa pour la résistance en flexion, de 13,6 à 22,5 MPa pour la résistance en traction et de 21 à 29 MPa pour la résistance en compression.
Le lamellé-collé de bambou, principalement Phyllostachys viridiglaucescens et Phyllostachys edulis est utilisé pour la fabrication de parquets, meubles, etc., et également en charpente. Celui-ci aurait même de meilleures performances de résistances que le lamellé-collé en bois (grâce aux caractéristiques propres de la Fibre de bambou). Il est principalement fabriqué en Asie.

## Historique
L'idée d'assembler plusieurs morceaux de bois juxtaposés dans le sens du fil du bois revient à Philibert Delorme, architecte, qui en 1548 entreprit de concevoir des arcs en bois composés de plusieurs sections de bois solidarisées par un clavetage bois. Au XIXe siècle, le colonel Emy compose un empilement de planches cintrées et serrées par des colliers de métal, ce qui permet d'améliorer la portée des arcs. 
L'idée est à nouveau améliorée en 1890 par Otto Hetzer (de), un charpentier allemand qui y introduit de la colle à la caséine pour aboutir à la charpente lamellé-collé. Le brevet de ce nouveau matériau est déposé en Allemagne, en France et en Suisse de 1906 à 1907. Les premiers tests de résistance furent quant à eux réalisés dès 1910.
Au Japon, cette technique d'assemblage de matériaux est utilisée depuis le XIIe siècle pour la mise en œuvre de leur arc composite, le yumi (un assemblage de bambou et bois collés).

## Fabrication
Les lamelles sont d'abord séchées, triées (visuellement ou par ultrasons) et purgées de leurs défauts, puis collées bout à bout pour obtenir la longueur désirée : c'est ce qui s'appelle l'aboutage. Ensuite, on met de la colle sur les poutres obtenues puis on les superpose dans le sens de la fibre du bois et on les presse. Le pressage se fait sur des bancs droit ou sur épure cintrée, soit manuellement par tiges boulonnés, soit par verins hydrauliques. Après rabotage, on peut appliquer des traitements ou des finitions au bois lamellé-collé afin d'obtenir la durabilité et l'apparence voulue.
Les colles utilisés sont principalement de trois types : Résorcine- Phénol-Formol (RPF), Mélamine-Urée-Formol(MUF) et Polyuréthane(PU). 

## Champs d'application

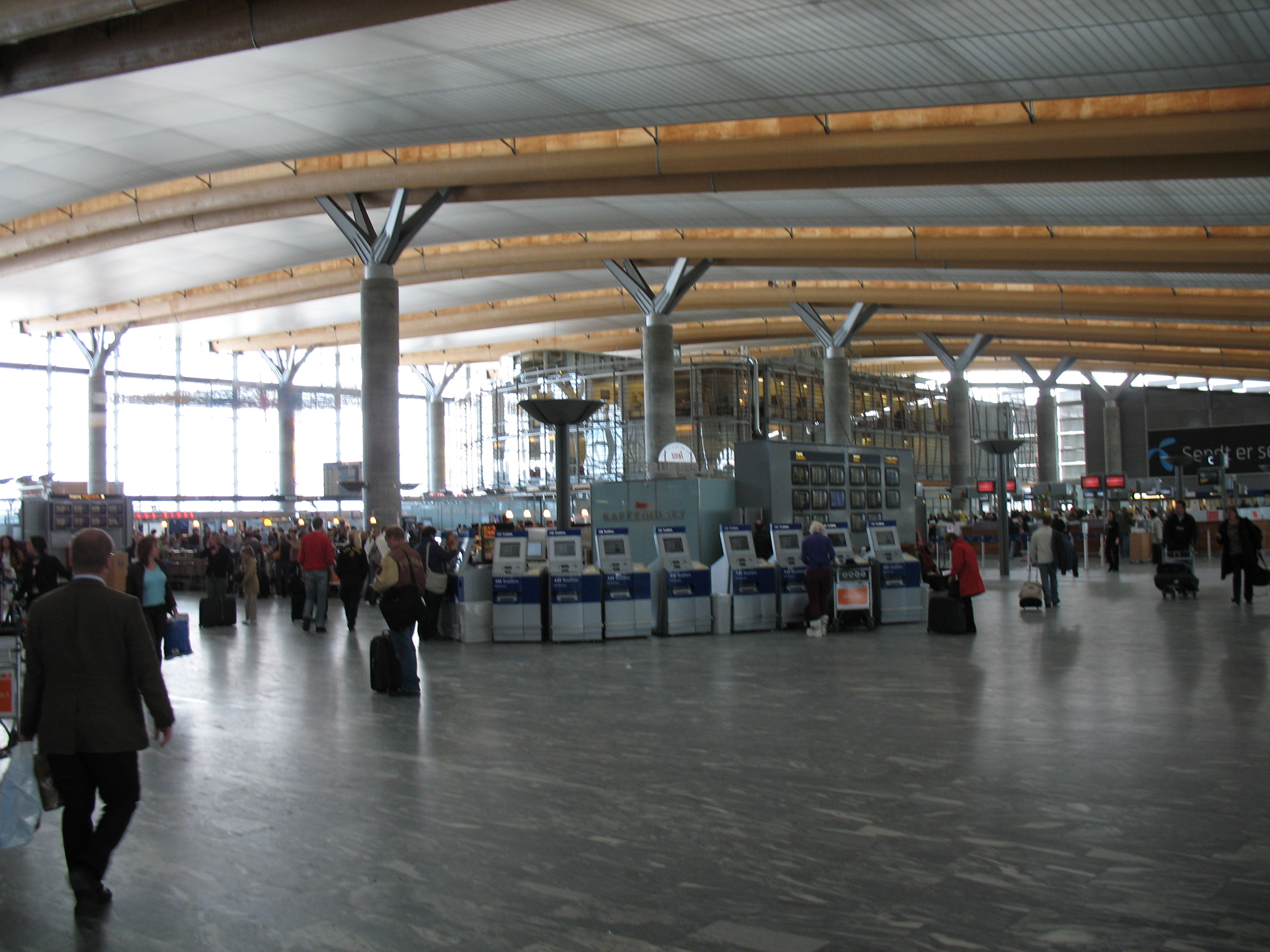
Poutres en lamellé-collé de l'aéroport d'Oslo.

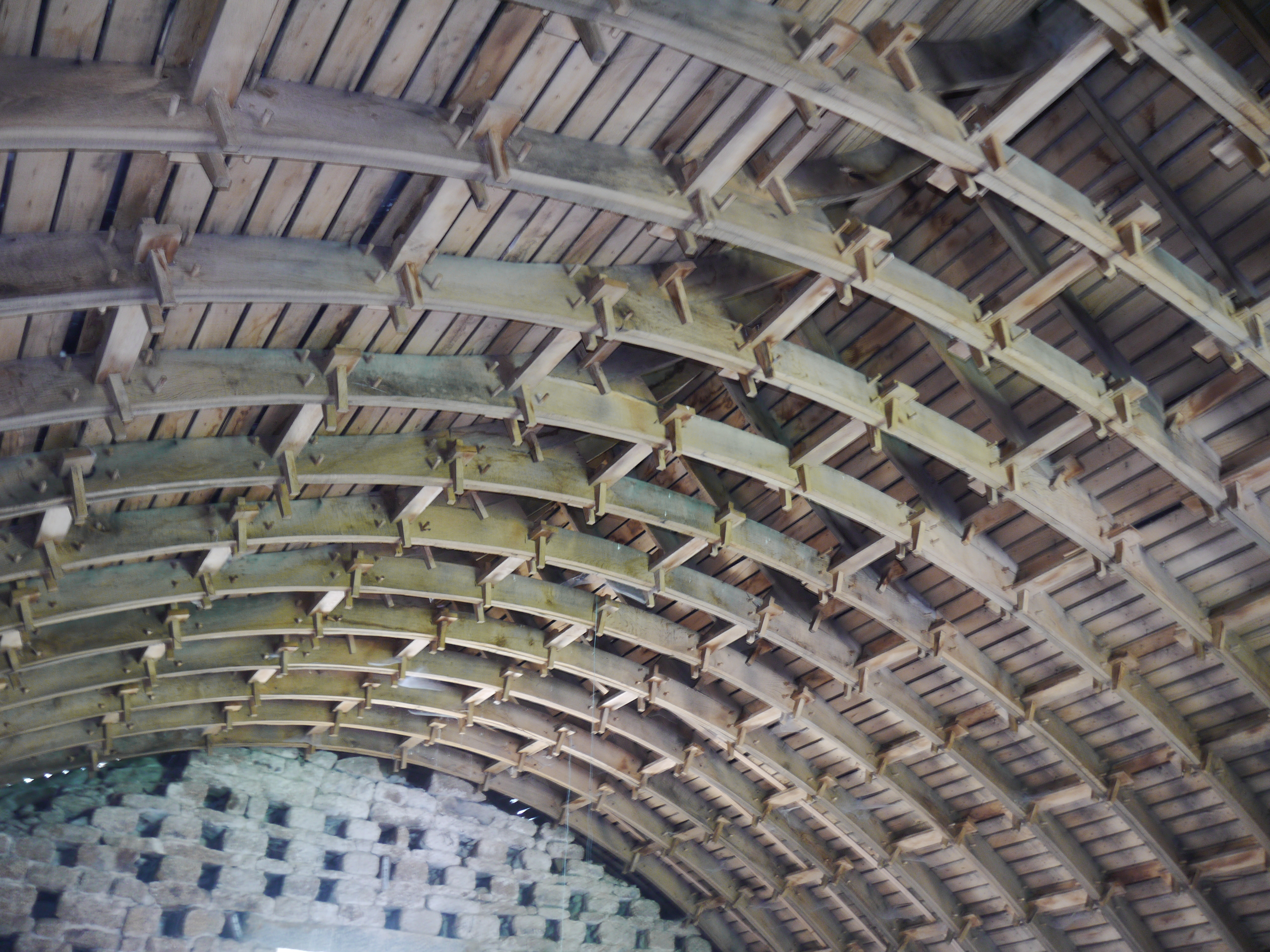
Charpente en lamellé-collé au château de Courceriers (Mayenne).

Cette technique est utilisée essentiellement en charpente.
En agencement, des plans de travail sont réalisés en lamellé-collé d'essence de bois identique ou varié pour jouer sur la teinte ou l'aspect du bois.
En menuiserie, dans le domaine du parquet par exemple, le lamellé-collé assemble des lames de bambou pour constituer des lames de parquet. Cette technique permet l'utilisation du bambou dans des domaines qui lui seraient normalement interdits.
Pour la fabrication d'objets plus petits ou demandant une grande homogénéité du matériau bois ou pour l'assemblage de matériaux disparates (carbone-bois, corne-bois...) afin d'améliorer les qualités mécaniques ou esthétiques d’un objet. En particulier  dans le matériel sportif : l'archerie, ski, raquettes…
L'aviation utilise depuis longtemps le principe du lamellé-collé, souvent avec alternance des essences de bois, pour fabriquer des hélices solides et rigides, ou permettre à des hélices aux formes complexes comme les tripales d'être fabriquées en un seul bloc, sans avoir recours à la fixation de plusieurs pales sur un moyeu séparé.